# Schlacht bei Bassano
1792

Porrentruy – Marquain – Quiévrain – Verdun – Thionville – Valmy – Lille – Mainz (1792) – Jemappes
1793

Aldenhoven I – Namur – Neerwinden – Mainz (1793) – Famars – Valenciennes (1793) – Arlon (1793) – Hondschoote – Meribel – Avesnes-le-Sec – Pirmasens – Toulon – Fontenay-le-Comte – Cholet – Lucon – Trouillas – Dünkirchen – Le Quesnoy – Menin I – Wattignies – Weißenburg I – Biesingen – Kaiserslautern I – Weißenburg II
1794

Boulou – Landrecis – Menin II – Mouscron – Martinique – Guadeloupe – Tourcoing – Tournai – Kaiserslautern II – San-Lorenzo de la Muga – 13. Prairial – Fleurus – Kaiserslautern III – Vosges – Aldenhoven II
1795

Cornwallis’ Rückzug – Genua – Groix – Hyeres – Handschuhsheim – Mainz (1795) – Mannheim – Loano
1796

Montenotte – Millesimo – Dego – Mondovì – Lodi – Borghetto – Castiglione – Mantua – Siegburg – Altenkirchen – Wetzlar – Kircheib – Kehl – Kalteiche – Friedberg  – Malsch – Neresheim – Sulzbach – Deining – Amberg – Würzburg – Neufundland – Rovereto – Bassano – Limburg – Biberach I – Emmendingen – Schliengen – Caldiero – Arcole – Irland
1797

Fall von Kehl – Rivoli (1797) – St. Vincent – Diersheim – Santa Cruz – Neuwied – Camperduin
Die Schlacht bei Bassano wurde am 8. September 1796 während des Ersten Koalitionskrieges in der Provinz Venetien in der Nähe der Stadt Bassano zwischen einer französischen Armee unter Napoleon und österreichischen Streitkräften unter dem Kommando von Dagobert Siegmund Graf von Wurmser geschlagen. Die Schlacht endete mit dem Sieg der Franzosen, wobei die Österreicher ihre Artillerie und ihren Gepäckzug zurückließen und eine bedeutende Menge an Geschützen, Vorräten und sonstigem Material an die Franzosen verloren. Das Treffen fand im Rahmen des zweiten Versuchs der Österreicher statt, die durch die Franzosen eingekesselten und belagerten österreichischen Truppen in Mantua zu befreien.

## Hintergrund
Der erste Entsatzversuch von Mantua kam im frühen August nach der Schlacht bei Lonato und der Schlacht bei Castiglione zum Erliegen, was General Wurmser dazu veranlasste, sich in das nördlich gelegene Etsch-Tal zurückzuziehen.

### Streitkräfte

#### Französische Armee
- Italienarmee: Napoleon Bonaparte (46.500 Mann)
  - Division: André Masséna (13.000)
  - Division: Charles Pierre François Augereau (9.000)
  - Division: Claude-Henri Belgrand de Vaubois (11.000)
  - Division: Jean Sahuguet (10.000)
  - Reserve: Charles Edward Jennings de Kilmaine (3.500)

#### Österreichische Armee
Feldmarschall Dagobert von Wurmser (43.000 Mann verfügbar)
- Hauptarmee: Wurmser (19.348)
  - Division: FML Peter Quosdanovich (4.589)
  - Division: FML Karl Philipp Sebottendorf (4.086)
  - Division: FML Johann Mészáros (10.673)
- Corps: Davidovich (13.695)
- Garnison von Mantua: Joseph Canto d'Irles (17.259, 10.271 kampffähig)

### Geographie
Im Jahre 1796 gab es lediglich drei praktikable Wege zwischen Trient und der Po-Ebene im Süden: die erste Route führte westlich am Garda-See vorbei, die zweite Route war die Straße, welche das Etsch-Tal hinab bis nach Verona ging, und die dritte verlief über Levico Terme und Borgo Valsugana in das Brenta-Tal (Valsugana) und danach nach Süden nach Bassano del Grappa. Eine Armee, die sowohl Trient als auch Bassano kontrolliert, konnte Truppen und Versorgung zwischen den beiden Plätzen frei bewegen, ohne sich um feindliche Eingriffe Sorgen machen zu müssen.

### Pläne
Auf Befehl Kaiser Franz II., die französische Belagerung von Mantua zu durchschlagen und zu beenden, entwickelten Feldmarschall Wurmser und sein neuer Stabschef Feldmarschalleutnant (FML) Franz von Lauer eine Strategie. Diese sah vor, FML Paul Davidovich mit 13.700 Mann in Trient zurückzulassen, um die Stadt und somit auch den Zugang nach Tirol zu verteidigen und für die Franzosen zu blockieren. Währenddessen sollte Wurmser zwei Divisionen erst nach Osten über Levice und Borgo in das Brenta-Tal führen, um sich dann in Bassano mit der dort stationierten 10.500 Mann starken Garnison unter Mészáros zu vereinigen und dann die versammelten Truppen nach Mantua zu führen, während Davidovich die Franzosen im Norden beschäftigen sollte, auf eine günstige Gelegenheit, Wurmser zu unterstützen, wartend. Dieser Plan basierte auf Lauers Plan, dass die Franzosen aufgrund der kürzlich erlittenen Verluste handlungsunfähig sein würden.
Auf der französischen Seite wünschte die französische Regierung, dass sich General Bonaparte und seine Truppen der Armee unter General Jean-Victor Moreau, die in Süddeutschland operierte, anschließe. Zu diesem Zweck postierte Bonaparte Général de division Claude Vaubois mit 10.000 Mann auf der westlichen Seite des Garda-Sees. Zusätzlich sollte Général de division André Masséna mit 13.000 Truppen das Etsch-Tal verteidigen, während Général de division Pierre Augereau Verona mit 10.000 Soldaten decken sollte. Die Blockade von Mantua – mangels schwerer Artillerie war eine Belagerung unmöglich – wurde durch die Generäle Charles Kilmaine und Jean Sahuguet mit 8000 Mann aufrechterhalten, während 2000 Reservetruppen in Verona stationiert waren.

### Vorgehen
Bonaparte ging Anfang September zum Angriff über und schickte Masséna und Augereau nach Norden in Richtung Trient. Währenddessen bewegte sich die Division unter Vaubois am Idro-See vorbei in Richtung nach Riva am Nordende des Garda-Sees. Am 4. September schlugen die französischen Truppen das sich in der Unterzahl befindende Korps unter Davidovich in die Flucht und fügten den Österreichern 3000 Mann Verluste bei 750 eigenen Toten und Verletzten zu. Als Bonaparte entdeckte, dass Wurmser auf dem Weg nach Bassano war, gab er den Plan der Verbindung seiner Armee mit Moreau auf. Stattdessen ließ er Vaubois und seine Truppen im Norden zur Absicherung des Zugangs nach Tirol zurück, während er in einem entscheidenden aber sehr gewagten Zug beschloss, Wurmser zu folgen. Somit von seinem direkten Versorgungsweg abgeschnitten, befahl er Augereau, gefolgt von Masséna, in Richtung Brenta-Tal zu marschieren. Am 7. September überwältigten Augereaus 8200 Mann Wurmsers 4000 Truppen starke Nachhut bei Primolano und machten 1500 Gefangene.

## Schlachtverlauf
Überrascht durch die Schnelligkeit des Vormarschs der Franzosen, schaffte es Wurmser lediglich, 11.000 Soldaten für die Schlacht aufzustellen. 

### Bassano
Am 8. September fielen die versammelten französischen Truppen über Wurmser von Norden aus her, als Erstes die 3.800 Mann starke österreichische Nachhut unter FML Peter Quosdanovich Generalmajor Adam Bajalics, wobei Bonaparte Masséna das westliche Ufer der Brenta hinab schickte, während Augereau auf dem Ostufer ebenfalls nach Süden zog. Durch die wiederholten Angriffe der Kavallerie unter Colonel Joachim Murat überwältigt und durch diesen verfolgt, brach die Nachhut zusammen und Bajalics wurde gefangen genommen. Als Reaktion darauf stellte Wurmser eine Division am Westufer auf, eine zweite am Ostufer und eine dritte in Bassano. Colonel Jean Lannes gelang es schließlich durch einen erfolgreichen Sturmangriff, die feindlichen Linien zu durchbrechen und in die Stadt einzufallen. Quosdanovich übernahm daraufhin das Kommando über die sich nach Osten zurückziehenden geschlagenen Österreicher, während 3500 Mann unter dem Befehl von FML Karl Sebottendorf nach Süden zurückfielen, zusammen mit Wurmser.
Die Franzosen erlitten während der Angriffe 400 Verluste in Form von Toten, Verwundeten und Vermissten, während auf österreichischer Seite 600 Mann getötet oder vermisst gemeldet wurden. 2000 bis 4000 Österreicher wurden gefangen genommen, sowie acht Fahnen und 30 Artilleriegeschütze.

### Rennen nach Mantua
Unerwartet zog sich Wurmser nicht nach Osten zurück, sondern marschierte nach Westen und vereinigte seine Truppen mit der Division von Mészáros in Vicenza. Sofort entsandte Bonaparte zwei Divisionen zur Verfolgung der Österreicher: Masséna wurde in den Südwesten nach Vicenza geschickt, Augereau nach Padua in den Süden, somit jeglichen Fluchtweg nach Osten abschneidend. Generalmajor Peter Ott hob sich durch seine Schnelligkeit bei diesem Rennen nach Mantua hervor, die Vorhut der Österreicher unter Wurmser führend. Ein französisches Bataillon, das Legnano besetzt hatte, zog sich angesichts des feindlichen Vormarschs zurück und erlaubte den Österreichern die Überquerung der Etsch. Wurmser ließ daraufhin 1600 Mann zur Kontrolle der Stadt zurück und setzte seinen Marsch fort. Am 11. September griff Masséna die Österreicher mit zwei durch den Marsch erschöpften Brigaden bei Cerea an, nur um durch Ott solange aufgehalten zu werden, bis die Hauptstreitmacht unter Wurmser eintraf und den Franzosen 1200 Mann Verluste zufügte. Bonaparte reagierte auf den österreichischen Vormarsch und befahl Sahuguet, Positionen in Castel d’Ario und Governolo beim Zusammenfluss der Flüsse Mincio und Po zu beziehen. Am nächsten Tag zog Feldmarschall Wurmser mit der Hilfe eines örtlichen Führers über eine Brücke, die Sahuguet nicht mehr rechtzeitig zerstört hatte, mit 10.000 Mann Infanterie und 3000 Mann Kavallerie nach Mantua. Nachdem er die in Legnano zurückgelassenen Truppen besiegt hatte, zog Bonaparte nach Mantua, nur um dort auf Wormser zu treffen, der seine Armee in Schlachtordnung auf dem Ostufer des Mincio aufgestellt hatte und somit seine rechte Flanke im Vorort San Giorgio und seinen linken Flügel vor dem La Favorita-Palast stationierte. Während der linke Flügel unter Ott die Angriffe Saguhuets den ganzen Tag lang aufhalten konnte, gab die österreichische Linie nach Angriffen von Masséna im Zentrum und auf der rechten Flanke nach Angriffen von Brigadegeneral Louis André Bon nach, der Augereaus Division führte. Den Franzosen gelang es daraufhin, den Vorort San Giorgio zu erobern und die Österreicher nach Mantua zurückzuschlagen. Während dieses Gefechts verloren die Österreicher 2500 Mann, 11 Kanonen und 3 Flaggen, die Franzosen 1500 Soldaten sowie neun eroberte genommene Geschütze.

## Ergebnis
Im Anschluss an diese Schlacht wuchs die Garnison von Mantua auf 30.000 Mann an, von denen jedoch 4000 Österreicher innerhalb der nächsten sechs Wochen an Verwundung oder Krankheit in der überfüllten Festung sterben. In diesem Kontext bemerkt ein Historiker:

„Der zweite Versuch, Mantua zu entlasten, kam daher zu einem eher beklagenswerten Ergebnis für die Österreicher. Deren Heerführer hatte es geschafft, sich in eben der Stadt einschließen zu lassen, die er zu befreien suchte, wobei er über 11.000 Mann verlor. Die Franzosen hatten die Verbindung ihrer Armeen in Italien und Deutschland versäumt, und Bonaparte war, in einem gewissen Sinn, wieder dort, wo er angefangen hatte, immer noch mit dem Problem konfrontiert, Mantua einzunehmen, welche jedoch nun eine sehr viel stärkere Garnison hatte.“